# Smells Like Children
Smells Like Children è il primo EP del gruppo musicale statunitense Marilyn Manson, pubblicato il 24 ottobre 1995 dalla Nothing Records e dalla Interscope Records.

## Il disco
Contributi vari dell'ingegnere e produttore degli Skinny Puppy Dave Ogilvie e del tastierista dei Nine Inch Nails Charlie Clouser sono stati uniti a nuovo materiale della band in un disco eclettico e alquanto inusuale. L'album fu prodotto da Trent Reznor con Marilyn Manson, e rappresenta un'era della band ricca di droghe, abusi, tour e sperimentazioni sonore, ed è anche un riferimento al film Chitty Chitty Bang Bang. Si tratta inoltre del primo lavoro dei Marilyn Manson che vede la presenza di Ginger Fish alle percussioni. Tutte le idee e le tracce di questo album furono create e composte durante il tour di Portrait of an American Family. Marilyn Manson si è riferito a questo album come "un disco che sembra un album per bambini che non è per bambini". Sul fondo del disco è riportata la frase "Keep this and all drugs away from small children" ("Tenere questo e tutte le droghe lontano dai bambini").
Alcune cover sono incluse nell'album, la più famosa delle quali è quella del brano degli Eurythmics Sweet Dreams (Are Made of This), che aiutò la band a sfondare nel mondo del mainstream. Le altre cover presenti nel disco sono Rock 'n' Roll Nigger di Patti Smith e I Put a Spell on You di Screamin' Jay Hawkins. La versione di Manson di quest'ultimo brano fu incluso anche nella colonna sonora del film Strade perdute (Lost Highway) di David Lynch. Il disco ha venduto oltre 1,3 milioni di copie solo negli Stati Uniti.
La versione originale di Smells Like Children prodotta dalla band conteneva campionature non autorizzate dai film Willy Wonka e la fabbrica di cioccolato e Chitty Chitty Bang Bang. Erano inoltre presenti le tracce Abuse, Part 1 e Abuse, Part 2, che erano registrazioni fatte ai fan dietro le quinte del tour in cui la band fece da supporto ai Danzig. L'etichetta della band non era però interessata a comprare le licenze per utilizzare gli spezzoni audio dei film, e richiese inoltre autorizzazioni scritte da parte dei partecipanti delle due tracce Abuse perché le loro dichiarazioni potessero essere registrate. A causa di questo, l'album venne rieditato prima di essere pubblicato, ma un master della versione iniziale fu utilizzato per errore per stampare un numero molto esiguo di dischi promozionali. Nella sua autobiografia, Manson parlò a proposito delle tracce eliminate dicendo "Ora sono reperibili per chiunque voglia ascoltarle su Internet. Anche se qualcuno della casa discografica mi ha accusato di complotto, mi sarebbe piaciuto essere così pieno di risorse. Dio, per quanto Lui possa essere irrilevante per me, funziona in modi misteriosi".
Due canzoni dell'album vennero completamente sostituite: Abuse, Part 1 (There Is Pain Involved) e Abuse, Part 2 (Confession). In Abuse, Part 1 è possibile sentire Manson e Tony F. Wiggins, autista dei Danzig/Pantera, parlare con una ragazza masochista tentando di calmarla quando le cose iniziano seriamente a sfuggire di mano. Abuse, Part 2 è invece un'intervista ad una ragazzina che confessa di molestare il suo cuginetto di soli 7 anni.
May Cause Discoloration of the Urine or Feces è talvolta inclusa nei bootleg dell'album non censurato con il titolo Procardia, in una versione pesantemente modificata realizzata da un fan, la quale non è presente in nessuna delle due versioni originali del disco. Questa versione contiene la traccia originale sul canale destro, e un estratto da Raggedy Ann in quello sinistro. La versione di Smells Like Children fu precedentemente pubblicata come parte della traccia Revelation #9 presente nel singolo di Get Your Gunn.
L'album allude al famoso autore sull'occulto Aleister Crowley, in particolare nella traccia intitolata Diary of a Dope Fiend, che ricorda il romanzo Diary of a Drug Fiend di Crowley.
Il "Frankie" a cui ci si riferisce nel brano Fuck Frankie è Frankie Proia, il manager di Manson che si impossessò indebitamente di 20.000 dollari della band durante il tour di Portrait of an American Family. La persona con una sola gamba ("the One-Legged") protagonista di Dancing with the One-Legged è "una bambola rovinata di Huggy Bear, il pappone di 'Starsky & Hutch', alla quale mancava una gamba". Manson spiega "Dentro quell'involucro di plastica vuoto nascondevamo la nostra droga durante il tour di Tony Wiggins. Quando assumevamo il contenuto di quell'orifizio extra, ci riferivamo a lui in codice dicendo di 'ballare col pappone con una sola gamba' ".
Le tracce Sympathy for the Parents e Dancing with the One-Legged sono tracce audio distorte dell'ospitata di Marilyn Manson, Twiggy Ramirez e Madonna Wayne Gacy al programma televisivo The Phil Donahue Show. In quella puntata si discuteva dei pericoli del moshing ai concerti. L'estratto utilizzato in Sympathy for the Parents include la risposta di Twiggy ad una domanda riguardante l'apparenza della band tirando fuori un registratore di musicassette e facendo partire una registrazione di Scabs, Guns and Peanut Butter eseguita dalla band stessa, prima che Manson rispondesse alla stessa domanda.
La sedicesima traccia, priva di titolo, contiene un remix più lento e minaccioso di Shitty Chicken Gang Bang e, approssimativamente al sesto minuto della traccia, un inusuale esperimento audio a cui ci si riferisce come Poop Games.

## Tracce
1. The Hands of Small Children – 1:35
2. Diary of a Dope Fiend – 5:56 – remix di Dope Hat
3. Shitty Chicken Gang Bang – 1:19
4. Kiddie Grinder (Remix) – 4:23 – remix di Organ Grinder
5. Sympathy for the Parents – 1:01 – tratto dall'intervista al Phil Donahue Show
6. Sweet Dreams (Are Made of This) – 4:53 – cover del brano degli Eurythmics
7. Everlasting Cocksucker (Remix) – 5:14 – remix di Cake and Sodomy
8. Fuck Frankie – 1:48
9. I Put a Spell on You – 3:37 – cover del brano di Screamin' Jay Hawkins
10. May Cause Discoloration of the Urine or Feces – 3:59 – con la partecipazione inconsapevole della madre e della nonna di Manson
11. Scabs, Guns and Peanut Butter – 1:01
12. Dance of the Dope Hats (Remix) – 4:40 – remix di Dope Hat, contiene campionature da Cake and Sodomy
13. White Trash (Remixed by Tony F. Wiggins) – 2:48 – utilizza parti di testo di Cake and Sodomy
14. Dancing with the One-Legged... – 0:46 – tratto dall'intervista al Phil Donahue Show
15. Rock 'n' Roll Nigger – 3:32 – cover del brano di Patti Smith
16. Untitled – 8:20 – traccia fantasma, la prima parte è una versione di Shitty Chicken Gang Bang

### Versione non censurata
1. Abuse, Part 1 (There Is Pain Involved) – 1:35 – sostituita da The Hands of Small Children
2. Diary of a Dope Fiend – 5:56
3. Shitty Chicken Gang Bang – 1:29 – contiene campionature da Chitty Chitty Bang Bang
4. Kiddie Grinder (Remix) – 4:34 – contiene campionature da Chitty Chitty Bang Bang
5. Sympathy for the Parents – 1:01
6. Sweet Dreams (Are Made of This) – 4:53
7. Everlasting Cocksucker (Remix) – 5:14 – contiene campionature da Willy Wonka e la fabbrica di cioccolato
8. Fuck Frankie – 1:48
9. I Put a Spell on You – 3:37
10. Abuse, Part 2 (Confession) – 2:45 – sostituita da May Cause Discoloration of the Urine or Feces
11. Scabs, Guns and Peanut Butter – 1:01 – canali invertiti
12. Dance of the Dope Hats (Remix) – 4:40
13. White Trash (Remixed by Tony F. Wiggins) – 2:48
14. Dancing with the One-Legged... – 0:46
15. Rock 'n' Roll Nigger – 3:32
16. Untitled – 8:20

Durata totale: 53:59

## Formazione
Gruppo
- Reverend Marilyn Manson – concept, voce, produzione, direzione artistica
- Twiggy Ramirez – basso, manipolazione nastri
- Daisy Berkowitz – chitarre e concept
- Madonna Wayne Gacy – tastiere, sintetizzatori, loop, programmazione
- Ginger Fish – batteria, percussioni

Produzione
- Tony F. Wiggins – voce, chitarra acustica
- Trent Reznor – produttore esecutivo
- Chris Vrenna – programmazione, montaggio digitale
- Sean Beavan – ingegnere, missaggio
- Charlie Clouser – remix
- Dave "Rave" Ogilvie – remix
- Joseph Bishara – remix
- Anthony Valcic – remix
- Jim Janick – assistente
- Joseph Cultice – fotografia
- Gary Talpas – direzione artistica, design confezione, logo
- Dean Karr – regista del videoclip di Sweet Dreams (Are Made of This)

## Classifiche
| Classifica (1995) | Posizione massima |
| ----------------- | ----------------- |
| Stati Uniti       | 31                |